# Zwillingsformel
Das Kennzeichen von Zwillingsformeln (auch Paarformeln oder Binomiale genannt) ist ein formelhaftes, gemeinsames Auftreten zweier durch „und“ (oder andere Konnektoren) verbundener Wörter in der Form „A und B“. Der Terminus „Zwillingsformel“ ist vor allem in der Volkskunde geläufig, während in der Historiographie der Rechtssprache der Terminus „Paarformel“ dominiert.

## Linguistische und rhetorische Aspekte
Zwillingsformeln sind Ausdrücke, die stets oder überwiegend als Phraseologismen auftreten. Bei der Bildung von Zwillingsformeln werden vielfach rhetorische Stilfiguren wie Oxymoron oder Pleonasmus verwendet. Entsprechend können die Wortbestandteile semantisch in unterschiedlicher Beziehung zueinander stehen und Antonyme (z. B. auf und ab, gut und böse, heiß und kalt, Katz und Maus, Tag und Nacht), Synonyme (z. B. angst und bange, Art und Weise, Weh und Ach) oder identisch (z. B. Hand in Hand, nach und nach, Schritt für Schritt, Seite an Seite, Zug um Zug) sein. Auch bloß assoziative Verbindungen ähnlicher Begriffe zu mehr oder weniger irreversiblen Phrasen (z. B. Pech und Schwefel, Raum und Zeit, Wald und Wiese) sind häufig.
Je nachdem, ob die beiden Wortbestandteile erst zusammen die eigentliche Bedeutung des Ausdrucks ergeben (beispielsweise Hab und Gut für „Besitz“) oder auch schon je für sich allein genommen die gleiche Bedeutung wie der gesamte Ausdruck besitzen, der als Ganzes nur eine rhetorische Verstärkungsfunktion erfüllt (beispielsweise Art und Weise), spricht man von einem Hendiadyoin bzw. einer Tautologie. Viele Zwillingsformeln enthalten poetische Stilelemente wie stabreimartige Alliterationen (z. B. drunter und drüber, frank und frei, gang und gäbe, klipp und klar, verraten und verkauft), Assonanzen (z. B. Geben und Nehmen, Rang und Namen) oder Reimelemente (z. B. Lug und Trug, Saus und Braus, schlank und rank), die sie für den Sprachverwender (und linguistischen Laien) unmittelbar als festgefügte Formel („Redensart“) erkennbar werden lassen und das Memorieren erleichtern.
In der Rechtssprache fassen Paarformeln oft zwei eng verwandte, aber doch zumindest historisch oder formal zu unterscheidende Begriffe zu einem Topos zusammen (z. B. Bausch und Bogen, Form und Frist, Grund und Boden, Handel und Wandel, Haus und Hof, Jahr und Tag, Kind und Kegel, Leib und Leben, Maß und Gewicht, Mord und Totschlag, Stand und Klasse, Treu und Glauben, übergeben und überantworten, Wissen und Gewissen).
Gertraud Fenk-Oczlon formulierte 1989 mehrere Prinzipien, die für die innere Struktur von Binomialen prägend sind, und führte sie auf die Ökonomie des konstanten Informationsflusses zurück. Dieses Grundprinzip sei unter anderem dafür verantwortlich, dass in Binomialen in aller Regel das häufigere Element vor dem selteneren steht („high frequency before low frequency“).

## Drillings- und Vierlingsformeln
In ähnlicher Weise, aber seltener, werden in der deutschen Sprache auch Drillings- (z. B. heimlich, still und leise oder Wein, Weib und Gesang) und vereinzelt auch Vierlingsformeln (z. B. frisch, fromm, fröhlich und frei) gebildet. Die Häufigkeit solcher Sprachfiguren hängt stark von den rhythmischen und strukturellen Eigenheiten der jeweiligen Sprache ab. So bilden zum Beispiel im Chinesischen phraseologische Vierlingsbildungen eine sehr starke Gruppe.